# Хелл, Максимилиан
Максимилиан (Микша) Хелл (венг. Hell Miksa, имя при рождении — Rudolf Maximilian Höll; 15 мая 1720, Банска-Штьявница — 14 апреля 1792, Вена) — венгерский астроном и священник-иезуит.

## Биография
Родился в Стявничке Бане (по-венгерски Шелмецбанья, ныне Банска-Штьявница в Словакии). Был третьим сыном от второго брака Матиаса Корнелиуса (Матьяша Корнела) Хелла, имел в общей сложности 21 братьев и сестер.
В 1738 вступил в Орден иезуитов. Изучал философию и математику в Вене (1740—1743), затем там же (1745—1747) — теологию, в 1751 стал священником.
В 1755 был назначен директором Венской обсерватории, опубликовал Ephemerides astronomicae ad meridianum Vindobonensem (Астрономические эфемериды для меридиана Вены).
В 1761 наблюдал прохождение Венеры по диску Солнца в Норвегии (которая в то время являлась частью Дании), в северном городе Вардё (70°23' северной широты). Для наблюдения прохождения Венеры 1769 Хелл вместе со своим помощником Яношем Шайновичем вновь организовал экспедицию в Вардё, которая продлилась больше двух лет. Он покинул Вену 28 апреля 1768 и вернулся лишь 12 августа 1770. Вместе с Шайновичем они также собирали сведения о культуре и языке местных саамов. 
После переезда Трнавского университета в Буду (1777) основал там обсерваторию. В экспедициях Хелл не ограничивался только астрономическими задачами, параллельно он вёл изучение истории, этнографии, географии, метеорологии. Наиболее ценным результатом двух его полярных экспедиций были наблюдения прохождения Венеры, опубликованные в 1770 в Копенгагене. Солнечный параллакс по данным Хелла имел значение 8,70", в то время как другие авторы получали значения, заключавшиеся в пределах от 8,55 до 8,86". Также произвёл самые точные на тот момент подсчёты расстояния между Землёй и Солнцем, определив его в 151 млн км.
В 1780-х годах предложил ввести три новых созвездия — Лютня Георга и два Телескопа Гершеля — Большой и Малый. Эти названия не были приняты астрономическим сообществом и быстро исчезли с карт звездного неба.
Помимо астрономии, занимался магнитотерапией, пробовал лечить пациентов с помощью стальных магнитов, которым придавалась форма, соответствующая участкам организма, нуждающимся в лечении. Описал многочисленные случаи успешного лечения в своем трактате Introductio ad utilem usum Magnetis ex chalybe, опубликованном в 1762 году.
Работа Хелла с магнитами оказала сильное влияние на одного из наиболее известных лжеученых эпохи — Ф. Месмера и его учение — месмеризм.
Был избран иностранным членом Шведской королевской академии наук (1771).
Стал жертвой своей профессии: когда весной 1792 года турецкий посол прибыл в Вену и захотел увидеть Венскую обсерваторию, Хелл сопровождал своего гостя в течение нескольких часов в продуваемой сквозняками прохладной башне, в результате чего простудился и умер от пневмонии.
В его честь назван кратер на Луне.

## Публикации

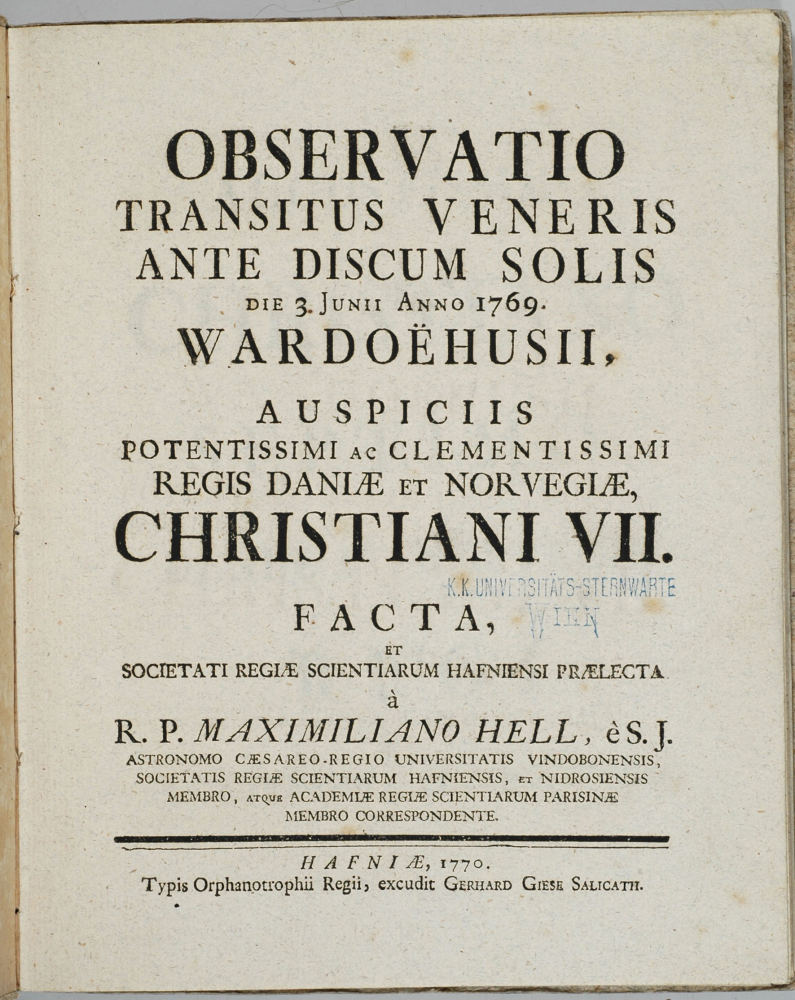
Прохождение Венеры по диску Солнца М.Хелла, издание 1770

- Elementa Algebrae Joannis Crivelli magis illustrata et novis demonstrationibus et problematibus aucta. Vindobonae, 1745. (Book of Joannis Crivelli, updated by Maximilian Hell)
- Adiumentum Memoriae manuale chronologico-genealogico-historicum. München, 1750 és Ingolstadt, 1763.
- Compendia varia praxesque operationum arithmeticarum, itemque regulae aureae simplicis compositae etc. cumprimis ad usus mercatorum et civiles applicatae. Claudiopoli, 1755.
- Elementa mathematica naturali philosophiae ancillantia ad praefixam in scholis normam concinnata. I. Elementa Arithmeticae numericae et litteralis seu Algebrae. Claudiopoli, 1755.
- Exercitationum mathematicarum partes tres. Vindobonae, 1755.
- Ephemerides astronomicae ad meridianum Vindobonensem. Vindobonae 1756—1793.
- Exercitationum mathematicarum partes tres, una cum Exercitationibus arithmeticis et regula Rabbatae, Anatocismi et iuris civilis de quarta Falcidia. Viennae, 1759.
- Elementa Algebrae Authore R. P. Maximiliano Hell e S. J. Posnaniae, typis S. J. 1760.
- Dissertatio complectens calculos accuratissimos transitus Veneris per discum Solis in tertiam Iuni 1769. praedicti, methodosque varias observationem hanc instituendi. Viennae, 1760.
- Kurzer Unterricht der Oster-Feyer für den ungelehrten, gemeinen Mann, samt der gründlichen Wiederlegung einer Schrift, welche Herr Christoph Sigismund Schumacher, Calender-Schreiber in Dresden unter den Innschrift: Untersuchung der Oster-Feyer von anno 1700 bis 2500 verfasst u. anno 1760 in Druck gegeben hat. Wien, 1760.
- Introductio ad utilem usum Magnetis ex chalybe. Viennae, 1762.
- Transitus Veneris ante discum Solis anni 1761. die Astron. 5. Junii calculis definitus et methodo observandi illustratus a Max. Hell S. J. Vindobonae, é.n.
- Tabulae Solares ad Meridianum Parisianum, quas novissimis suis observationibus deduxit vir celeberrimus Nicolaus Ludovicus de Caille… Cum supplemento reliquarum tabularum solarium, quas supputavit Maximilianus Hell Astronomus Caesareo-Regius. Editio post primam Parisianam anni 1758 altera et auctior. Vindobonae, 1763.
- Tabulae lunares ad meridianum Parisianum, quas supputavit vir Cl. Tobias Mayer. — cum supplemento reliquarum tabularum Lunarium D. Cassini, de la Lande et P. Hell. Bécs, 1763.
- Tabulae planetarum Saturni, Jovis, Martis, Veneris et Mercurii ad Meridianum Parisianum, quas supputavit vir cel. D. Ioannes Cassini … correctis typi erroribus et adiectis tabulis perturbationum, aberrationum et nutationum D. de la Lande, D. Euleri, D. Mayer cum earumdem praeceptis concinnatis a P. Max. Hell. Viennae, 1763.
- Dissertatio de satellite Veneris a pluribus Astronomis viso, illusione optica. Viennae, 1765.
- Elogium Rustici Tyrolensis Petri Anich Oberperfuessensis coloni, tornatoris etc. Viennae, 1766.
- Observationes astronomicae ab anno 1717. ad annum 1752. a patribus Soc. Jesu Kögler etc. Pekini factae et a P. Augustino Hallerstein S. J. Tribunalis mathematici Praeside 1772 collectae, ac in Europam missae. Ad fidem autographi Manuscripti edidit P. Hell. Viennae, 1768.
- Observatio transitus Veneris ante discum Solis die 3. Junii anno 1769. Wardoëhusii etc. Hafniae, 1770.
- Dissertatio de parallaxi Solis ex Observationibus Transitus Veneris 1769. Viennae, 1772.
- Methodus astronomica sine usu Quadrantis vel Sectoris aut alterius cuiusvis instrumenti in gradus circuli divisi … elevationem cujusvis in continente siti loci accuratissime determinandi. Wien, 1775.
- Max Hell’s Schreiben über die alhier in Wien entdeckte Magnetenkur, an einen seiner Freunde. Wien, 1775.
- Unpartheiischer Bericht der alhier gemachten Entdeckungen der künstlichen Stahlmagneten in verschiedenen Nervenkrankheiten. Wien, 1775.
- Erklärung über das zweite Schreiben Herrn D. Mesmers die Magnetenkur betreffend an das Publikum. Wien, 1775.
- Von der wahren Grösse, die der Durchmesser des vollen Mondes zu haben scheint, wenn man mit freyem Auge ansieht. (Beyträge zu den verschiedenen Wissenschaften, 1775.)
- Monumenta aere perenniora inter astra ponenda etc. Wien, 1789.
- Tabula geographica Ungariae veteris ex historia Anonymi Belae regi notarii. Pestini, 1801.
- Sacharum praeservativum adversus scorbutum cum Epistola D. Alberitz Med. Doctoris. (?)